# Донатело
Донатело (итал. Donatello, пуно име Donato di Niccolò di Betto Bardi; Фиренца, око 1386 — Фиренца, 13. децембар 1466) је био италијански мајстор вајарства у мермеру и бронзи. Поред Микеланђела сматран је једним од највећих вајара италијанске ренесансе.
Доста тога је познато о Донателовом стваралаштву, али врло мало о његовој личности и карактеру. Мецене с којима је радио, сматрали су екстравагантним његове захтјеве за умјетничком слободом у временима у којима је однос између мецене и умјетника био одређен прилично стриктним правилима. Био је наклоњен идејама хуманизма и одличан познавалац античке грчке и римске умјетности. Инсирисао се њеним истакнутим примјерима, које је трансформисао на свој начин.

## Биографија
Донатело (диминутив од Донато) је био син Никола ди Бета Бардија, фирентинског прерађивача вуне. Рођен је у Фиренци, вероватно 1386. године. Донатело се школовао у кући породице Мартели. Није познато како се млади Донатело заинтересовао за вајарство, али по неким изворима учио је вајарске технике од вајара који су радили на катедрали у Фиренци, око 1400. године. Очигледно је рано уметничко образовање стекао у златарској радионици, а затим је кратко радио у атељеу Лоренца Гибертија, који је 1402. године победио на конкурсу за декорацију врата фирентинске крстионице..
У Пистоји 1401, Донатело је упознао старијег Филипа Брунелескија. Вероватно су заједно отишли у Рим око 1403. године, остајући до следеће године, да проучавају архитектонске рушевине. Брунелески је неформално подучавао Донатела у златарству и скулптури. Брунелескијеве зграде и Донателове скулптуре сматрају се врхунским изразима духа ове ере у архитектури и скулптури и извршиле су снажан утицај на уметнике тог доба.
Донателово рано дјело, мермерна статуа Давида, указује на утицај Гибертија, који је био главни експонент интернационалне готике, стила грациозних и благо закривљених линија под утицајем сјеверноевропске умјетности. Статуа Давида је била предвиђена за катедралу, али је премјештена у градску дворану, палату Векио 1416. године, гдје је важила као патриотски симбол, да би у већ у раном 16. вијеку била засјењена Микеланђеловом верзијом Давида, исте намјене. У друга значајна Донателова рана дјела спада импресивна мермерна статуа Св. Јована Крститеља у сједећем положају, предвиђена за фасаду фирентинксе катедрале, и Распеће у дрвету за базилику светог Крста.

## Стваралаштво

### Св. Марко и Св. Ђорђе
У пуној стваралачкој жестини Донатело се први пут појавио са двије мермерне статуе, Св. Марка и Св. Ђорђа (обе завршене oко 1415–17. године), за нише на спољашњим зидовима цркве Орсанмикеле – цркве фирентинских удружења занатлија. Оригинална статуа Св. Ђорђа је сада у Народном музеју Баргело а у ниши је једна каснија бронзана копија. Овде, по први пут од класичне антике и упадљиво супротно с примјерима из средњовековне умјетности, људско тијело поприма изглед једног самопокретног и функционалног организма, а његов карактер се показује с вјером у сопствену вриједност личности.
Св. Марко, мада стоји у ниши могао би врло лако да се ослободи свог оквира и заузме било које друго мјесто као слободна статуа. Могло би се рећи да је то прва статуа послије антике која је способна да стоји сама за себе и која је у пуном смислу ријечи освојила класични контрапост (од итал. contrapposto, противтежa или слободан стојећи став с ослонцем на једну ногу). Овдје Донатело третира људско тијело као један артикулисан склоп, способан за покретање, док је одјећа (драперија) одвојен и другоразедни елемент, одређен облицима који су под њим а не обрнуто што је био случај у многим средњовјековним дјелима.
Св. Ђорђе, иако носи оклоп, његово тијело и удови свеца-ратника нису укочени, већ еластично извајани. Став је са тежиштем на напријед истурену ногу указујући на спремност за борбу. У десној руци је првобитно држао копље или мач. Уздржаност енергије његовог тијела се огледа и у очима које као да прате непријатеља. Испод његове нише налази се рељефна плоча која приказује херојев највећи подвиг, убијање аждаје.

### Бронзани Давид
Донателов бронзани Давид је једно револуционарано дјело раноренесансног вајарства, прва нага слободностојећа статуа у природној величини од античког доба. У средњем вијеку би сигурно био осуђен као представа паганског идола, мада ни Донателовим савремницима није био сасвим по вољи. Низ година је остао усамљен, једино дјело те врсте. Зашто је умјетник одабрао овај облик да прикаже младог хероја мало је загонетно, тим прије што Давид носи прилично украшене војничке чизме и шешир. И пошто је Давид, у извјесном смислу тек дјелимично одјевен, мање смо склони да питамо шта је са осталим дијеловима одјеће а више зашто уопште има на себи и то што има. Нагота је очигледно његово природно стање, мада на класичну статуу личи само по уравнотеженом контрапосту. Донатело је одабрао за модел полуодраслог дјечака, а не младића као што су грчке атлете, тако да је склоп костура овдје мање обавијен набреклим мишићима, а није ни рашчлањен по узору на класични канон. И поред тога, фигура носи снажан печат класике који свакако не лежи у анатомском савршенству већ у лицу статуе које је лишено било каквог израза емоције.

## Галерија
- Свети Јован Еванђелиста (1408-1415), који је до 1588. заузимао нишу старе фасаде Фирентинске катедрале, а сада је у Музеју дел'Опера дел Дуомо
- Донателов Давид глава и рамена напред десно
- Богородица с дететом, обојена теракота, око 1440, Лувр
- Коњички споменик Гатамелата (1445–1450), Падова
- Статуа Светог Јована Крститеља у Дуомо ди Сиена, око 1455. године
- Покајница Магдалена, дрво, око 1440-1442, Музеј дел'Опера дел Дуомо, Фиренца
- Христос Сент'Анђела ди Лињаја

## Откриће 2020
Године 2020, историчар уметности Ђанлука Амато, у оквиру свог истраживања о дрвеним распећима направљеним између касног тринаестог и прве половине шеснаестог века за његову докторску тезу на Универзитету у Напуљу Федерико II, открио је да је распеће цркве Свети Анђело Лињаја извајао Донатело.
Ово откриће је историјски процењено, с обзиром да је дело припадало Компанији Светог Августина која је била смештена у ораторију поред матичне цркве Светог Анђела Лињаја. Силвија Бенси је извршила рестаураторске радове на распећу.